# Cops (film)
Cops is een stomme film uit 1922 onder regie van Buster Keaton.

## Verhaal
Wanneer Keaton op straat een verloren portemonnee vindt, krijgt hij de gehele politie van Los Angeles op zijn dak. De film was een kritiek op de juridische dwaling van het schandaal rondom zijn goede vriend Roscoe Arbuckle.

## Rolverdeling
| Acteur          | Personage                   |
| --------------- | --------------------------- |
| Buster Keaton   | De Jonge Man                |
| Joe Roberts     | Politieman                  |
| Virginia Fox    | dochter van de Burgemeester |
| Edward F. Cline | zwerver                     |
| Steve Murphy    | frauderende meubelsverkoper |